# Лазаренко Олег Анатолійович
Лазаренко Олег Анатолійович (24 листопада 1961, Харків) — сучасний український художник, живописець, основоположник художньо-технічного прийому написання картин — «мозаїчний кольоропис», заслужений художник України (2015).
Роботи художника зберігаються в престижних художніх колекціях України та зарубіжжя

## Біографія
1961-го 24 листопада в місті Харків народився Олег Лазаренко в сім'ї Анатолія Дмитровича Лазаренка та Галини Андріївни Лазаренко. Батько працював на Харківському електро-механічному заводі. Мати працювала конструктором і технологом на Харківському авіаційному заводі. Дід по батьківській лінії — Дмитро Васильович Лазаренко (кавалер Георгіївського хреста) пройшов фінську і Велику вітчизняну війни, битву на Малій землі, закінчив війну під Прагою. Дід Андрій Миколайович по материнській лінії, звільняв Харків і закінчив війну в Західній Європі.
У 1975–1977 Олег Лазаренко навчався в Дитячій художній школі ім. І.Рєпіна. Перші вчителі М. Г. Безнощенко-Лучковська, І. Е. Кабиш Л. А Малик. По закінченню закінчив дворічні курси, лекції з історії світового живопису і курси з живопису (викладач А. М. Константинопольський) і малюнку (В.Шаламов) в ДК ХЕМЗ.
В 1978 поступив в Харківський художній інститут нині Харківська державна академія дизайну і мистецтв. Викладачі: кольорознавство Шапошников М. А., живопис- Шевченко Н. К., В.Чаус, малюнок С. Н. Солодовник, Хованов, Константинопольський А. М., основи композиції Дьяченко Ю. Г., дизайн Письмовий Г.С, Бойчук А.В, Даниленко В. Я. Єлька Н.І Рогулін В. Я. Керівником дипломного проєкт був А.Ш еховцов.
В 1982 у стажування в Німеччині м. Галле, у вищій школі Дизайну і мистецтв.
Працював у Харкові у Всесоюзному науково-дослідному інституті технічної естетики художником-конструктором. Художником відображені багато видних особистостей та громадських діячів України: (портрет Т.Г. Шевченко, С. Сапеляк, Казимир Малевич, Лесь Курбас, Максиміліан Волошин, Григорій Сковорода, Богдан Хмельницкий, С.І.Васильківський та ін.)
Він — один із засновників і активних учасників Спілки дизайнерів України, творець експозицій та виставок сучасного мистецтва за кордоном, співавтор масштабних мистецьких проєктів «Цивілізація любові», «Апостольське запричастя», що отримав високе благословення від патріархів Української Православної Церкви.
З 1989-го член Харківської організації Спілки дизайнерів України.
Учасник творчої групи «Слобожанське буриме».
Лауреат творчої премії в галузі дизайну ім. В. Д. Єрмілова Харківського міськвиконкому 2001 року.
В 1998 р. ексклюзивна художня техніка «мозаїчної поліхромографії» в художніх роботах Олега Лазаренка занесена в книгу рекордів Харкова.

## Галерея. Виставка картин у Полтаві. Березень 2015 року

## Галерея. "Асиметрія сюрреалізму". Травень 2019 року

## Відзнаки і нагороди
Заслужений художник України.